# 四甲基硫氢化铵
四甲基硫氢化铵是一种季铵盐，化学式为(CH3)4NHS，它可由四甲基氢氧化铵和硫化氢在无水甲醇中反应得到，它是白色潮解性粉末，对氧敏感，为避免其分解，它需要在3 °C储存。它和三甲硫基硼在硫化氢中反应，可以得到[(CH3)4N][B(SCH3)3SH]。它和三硫化二锑在溶剂热的条件下反应，生成(CH3)4N[Sb3S5]。